# Kalindra Faria
Kalindra Walquiri de Carvalho Faria (Taubaté, 23 de julho de 1986) é uma lutadora de artes marciais mistas brasileira, que atualmente compete na categoria peso-mosca-feminino do Ultimate Fighting Championship.

## Início
Faria começou a treinar MMA em 2009. Antes de ingressar no mundo da luta, ela era estudante, concluindo o ensino médio e nunca ingressando no ensino superior. Atualmente, ela é casada e treina na equipe Macaco Gold Team, que tem o lutador Jorge Patino como mentor.

## Carreira no MMA
Faria fez sua estreia profissional no MMA em março de 2009. Composta principalmente por organizações ao longo do Brasil, chegando a ganhar o Cinturão Peso-Palha-Feminino do MMA Super Heroes, Faria compilou um cartel de 17-5-1, antes de se juntar ao Titan FC, em meados de 2016.

### Titan FC
Faria fez sua estreia na organização no dia 9 de setembro de 2016, na luta principal do Titan Fighting Championship 41 (Titan FC 41). A paulista venceu a capixaba Carina Damm por decisão unânime, e faturou o cinturão da categoria peso-galo feminino da organização norte-americana. O evento aconteceu no Bank United Center, na Flórida, Estados Unidos, e o combate valeu como disputa inaugural do cinturão na divisão de peso.

### Ultimate Fighting Championship
Faria lutou no UFC 216, em 7 de outubro de 2017, contra Mara Romero Borella. Em uma luta de estreia tripla, a italiana Borella não teve dificuldades para derrotar a brasileira por finalização, com um mata-leão, aos 2m54s do primeiro round. Além de serem duas estreantes no UFC, as atletas foram as primeiras a lutar no peso-mosca, desde a criação oficial da divisão no UFC.

## Cartel no MMA
| Cartel no MMA   |             |            |
| 27 lutas        | 18 vitórias | 8 derrotas |
| Por nocaute     | 7           | 1          |
| Por finalização | 5           | 4          |
| Por decisão     | 6           | 3          |
| Empates         | 1           | 1          |

| Res.    | Cartel | Oponente                | Método                                     | Evento                               | Data       | Round | Tempo | Local                 | Notas                                                                     |
| ------- | ------ | ----------------------- | ------------------------------------------ | ------------------------------------ | ---------- | ----- | ----- | --------------------- | ------------------------------------------------------------------------- |
| Derrota | 18-8-1 | Joanne Calderwood       | Finalização (triângulo com chave de braço) | UFC Fight Night: Gaethje vs. Vick    | 25/08/2018 | 1     | 4:57  | Lincoln, Nebraska     |                                                                           |
| Derrota | 18-7-1 | Jessica Eye             | Decisão (dividida)                         | UFC Fight Night: Stephens vs. Choi   | 14/01/2018 | 3     | 5:00  | St.Louis, Missouri    |                                                                           |
| Derrota | 18-6-1 | Mara Romero Borella     | Finalização (mata leão)                    | UFC 216: Ferguson vs. Lee            | 07/10/2017 | 1     | 2:54  | Las Vegas, Nevada     | Estreia no UFC; Voltou ao peso-mosca.                                     |
| Vitória | 18-5-1 | Carina Damm             | Decisão (unânime)                          | Titan FC 41 - Damm vs. Faria         | 09/09/2016 | 5     | 5:00  | Coral Gables, Flórida | Luta no peso-galo; Ganhou o Cinturão Peso-Galo-Feminino Vago do Titan FC. |
| Vitória | 17-5-1 | Tamires Souza           | Finalização (chave de braço)               | BOK - Battle of Kings                | 05/12/2015 | 1     | 1:10  | Ilhéus                |                                                                           |
| Vitória | 16-5-1 | Geisa Silva Sena        | Nocaute Técnico (socos)                    | FEMMAESP - Cup 1                     | 24/10/2015 | 1     | 3:07  | São Paulo             | Voltou ao peso-mosca.                                                     |
| Derrota | 15-5-1 | Karolina Kowalkiewicz   | Decisão (dividida)                         | KSW 30 - Genesis                     | 21/02/2015 | 3     | 5:00  | Poznań                | Luta da Noite.                                                            |
| Derrota | 15-4-1 | Jessica Aguilar         | Decisão (unânime)                          | WSOF 15: Branch vs. Okami            | 15/11/2014 | 5     | 5:00  | Tampa, Flórida        | Pelo Cinturão Peso Palha Feminino do WSOF.                                |
| Vitória | 15-3-1 | Sanja Sučević           | Decisão (unânime)                          | XFCI - XFC International 4           | 26/04/2014 | 3     | 5:00  | Osasco                |                                                                           |
| Vitória | 14-3-1 | Laura Balin             | Finalização (mata leão)                    | MMASH - MMA Super Heroes 3           | 30/03/2014 | 2     | 2:43  | São Paulo             | Ganhou o Cinturão Peso-Palha-Feminino do MMASH.                           |
| Vitória | 13-3-1 | Alline Serio            | Decisão (unânime)                          | XFCI - XFC International 2           | 15/03/2014 | 3     | 5:00  | Osasco                | Estreia no peso-palha.                                                    |
| Vitória | 12-3-1 | Hellen Bastos           | Nocaute Técnico (joelhada e socos)         | MMASH - MMA Super Heroes 2           | 23/11/2013 | 2     | 4:13  | São Paulo             | Final do Torneio Peso-Mosca-Feminino do MMASH.                            |
| Vitória | 11-3-1 | Carina Damm             | Finalização (chave de braço)               | MMASH - MMA Super Heroes 1           | 13/07/2013 | 1     | 2:05  | Louveira              | Semifinal do Torneio Peso-Mosca-Feminino do MMASH.                        |
| Vitória | 10-3-1 | Alessandra Silva        | Finalização (chave de braço)               | RF 9 - Real Fight 9                  | 15/06/2013 | 1     | 1:34  | São José dos Campos   |                                                                           |
| Vitória | 9-3-1  | Dayse Santos Nascimento | Finalização (chave de braço)               | DF - Detonic Fight 2                 | 11/05/2013 | 2     | 2:31  | Ouro Fino             |                                                                           |
| Vitória | 8-3-1  | Aline Sattelmayer       | Nocaute Técnico (socos)                    | DF - Detonic Fight                   | 23/02/2013 | 2     | 2:19  | Monte Sião            |                                                                           |
| Vitória | 7-3-1  | Alline Serio            | Decisão (unânime)                          | PF - Pink Fight 2                    | 10/03/2012 | 3     | 5:00  | Campos dos Goytacazes | Ganhou o Título 121 lbs do Pink Fight.                                    |
| Vitória | 6-3-1  | Maria Elisabete Tavares | Decisão (unânime)                          | PF - Pink Fight                      | 29/01/2012 | 3     | 5:00  | Porto Seguro          |                                                                           |
| Vitória | 5-3-1  | Alessandra Silva        | Decisão (unânime)                          | VFC - Vale Fighting Championship     | 06/08/2011 | 3     | 5:00  | Taubaté               |                                                                           |
| Derrota | 4-3-1  | Vanessa Porto           | Finalização (chave de braço)               | RFC - Recife Fighting Championship 4 | 31/03/2011 | 1     | 3:57  | Recife                |                                                                           |
| Empate  | 4-2-1  | Jennifer Maia           | Empate                                     | PFE - Power Fight Extreme 4          | 20/11/2010 | 3     | 5:00  | Curitiba              |                                                                           |
| Derrota | 4-2    | Cláudia Gadelha         | Finalização (chave de braço)               | HFC - Hard Fight Championship        | 25/09/2010 | 1     | 1:10  | Piracicaba            |                                                                           |
| Vitória | 4-1    | Eloah Ribeiro           | Nocaute Técnico (socos)                    | Stigado - Pro Fight 2010             | 03/07/2010 | 1     | 3:52  | Lorena                |                                                                           |
| Vitória | 3-1    | Stefane Pereira         | Nocaute Técnico (socos)                    | OF - Okinawa Fight 2                 | 07/03/2010 | 1     | 2:03  | São Lourenço          |                                                                           |
| Derrota | 2-1    | Carina Damm             | Nocaute Técnico (interrupção do córner)    | XCUMMA - X-Combat Ultra MMA          | 20/09/2009 | 2     | 1:52  | Vitória               |                                                                           |
| Vitória | 2-0    | Joana Nardoni           | Nocaute Técnico (joelhadas e socos)        | PF - Planet Fight                    | 20/06/2009 | 1     | 1:26  | Pindamonhangaba       |                                                                           |
| Vitória | 1-0    | Elaine Leite            | Nocaute Técnico (joelhadas e socos)        | OF - Okinawa Fight                   | 08/03/2009 | 3     | 0:52  | São Lourenço          | Estreia no MMA.                                                           |